# Emanuel Thomas Peter
Emanuel Thomas Peter (28. února 1799 Krnov – 6. července 1873 Vídeň) byl rakouský miniaturista.

## Životopis
Emanuel Peter se narodil Krnově jako syn soukeníka. V roce 1817 se v Krnově vyučil kameníkem. Od roku 1818 studoval na Akademii výtvarných umění ve Vídní. Poté působil několik let v zahraničí. V roce 1830 se vrátil do Vídně a byl jedním ze studentů Moritze Daffingera. Později se proslavil jako malíř miniatur.
Dnes jsou jeho díla v různých veřejných sbírkách v Česku, Německu a Rakousku. Většina děl je však v soukromém vlastnictví. Jeho originály jsou převážně datovány mezi lety 1828 a 1860. Svá díla často podepisoval jen v krátké podobě s E. Peter. Zaměřoval se na portréty žen technikou akvarelu a kvaše. Peter také často kopíroval další mistrovská díla, která pak reprodukoval v miniaturních formátech. Tato díla byla ve své době velmi populární. V letech 1866-67 byly tyto kopie malované většinou akvarelem, jsou vystaveny v Kunstverein ve Vídni.

## Dílo (výběr)

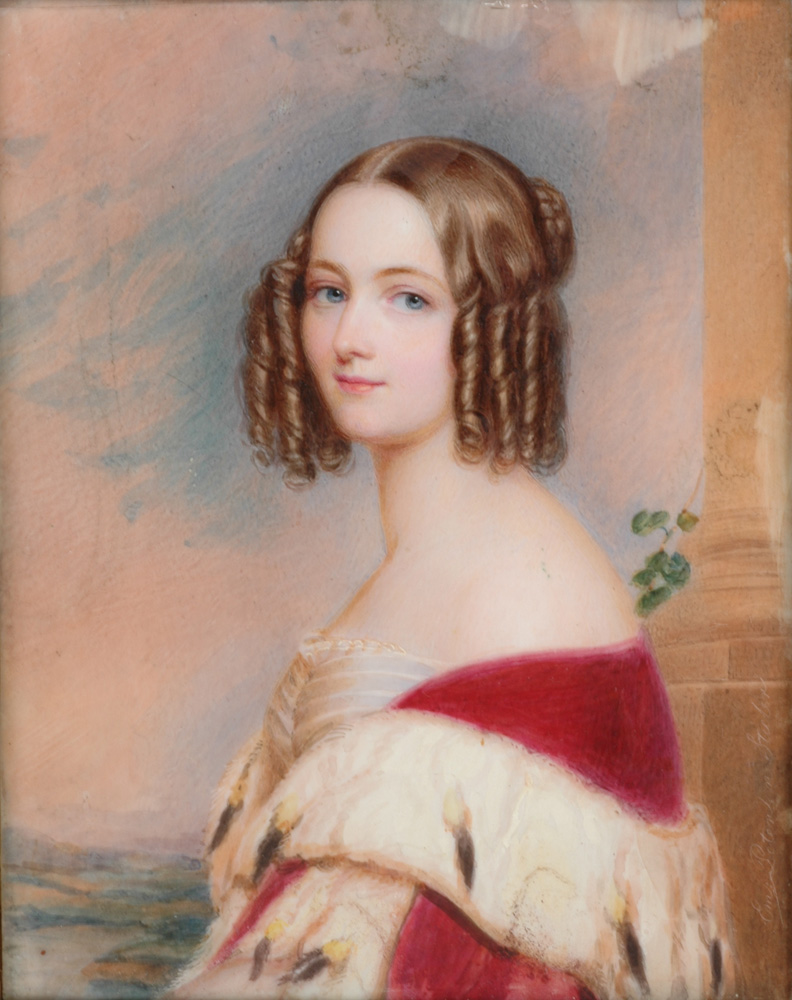
Marie Amélie Bádenská, miniatura na slonovině z portrétu Josepha Karla Stielera
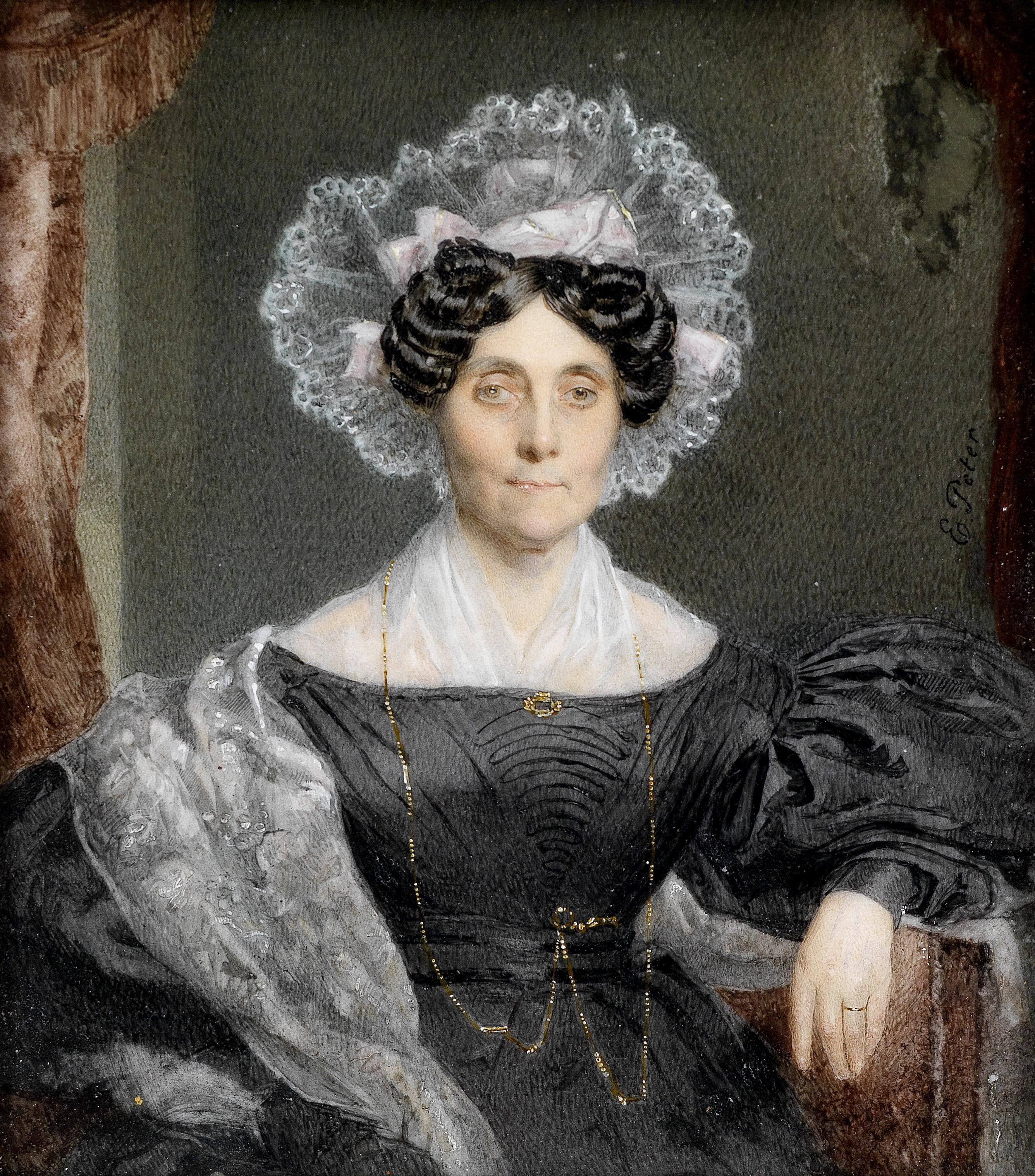
Akvarel na porcelánu, 14 × 12 cm, hraběnka Tereza z Thun-Hohensteinu v černých hedvábných šatech a krajkové čepici
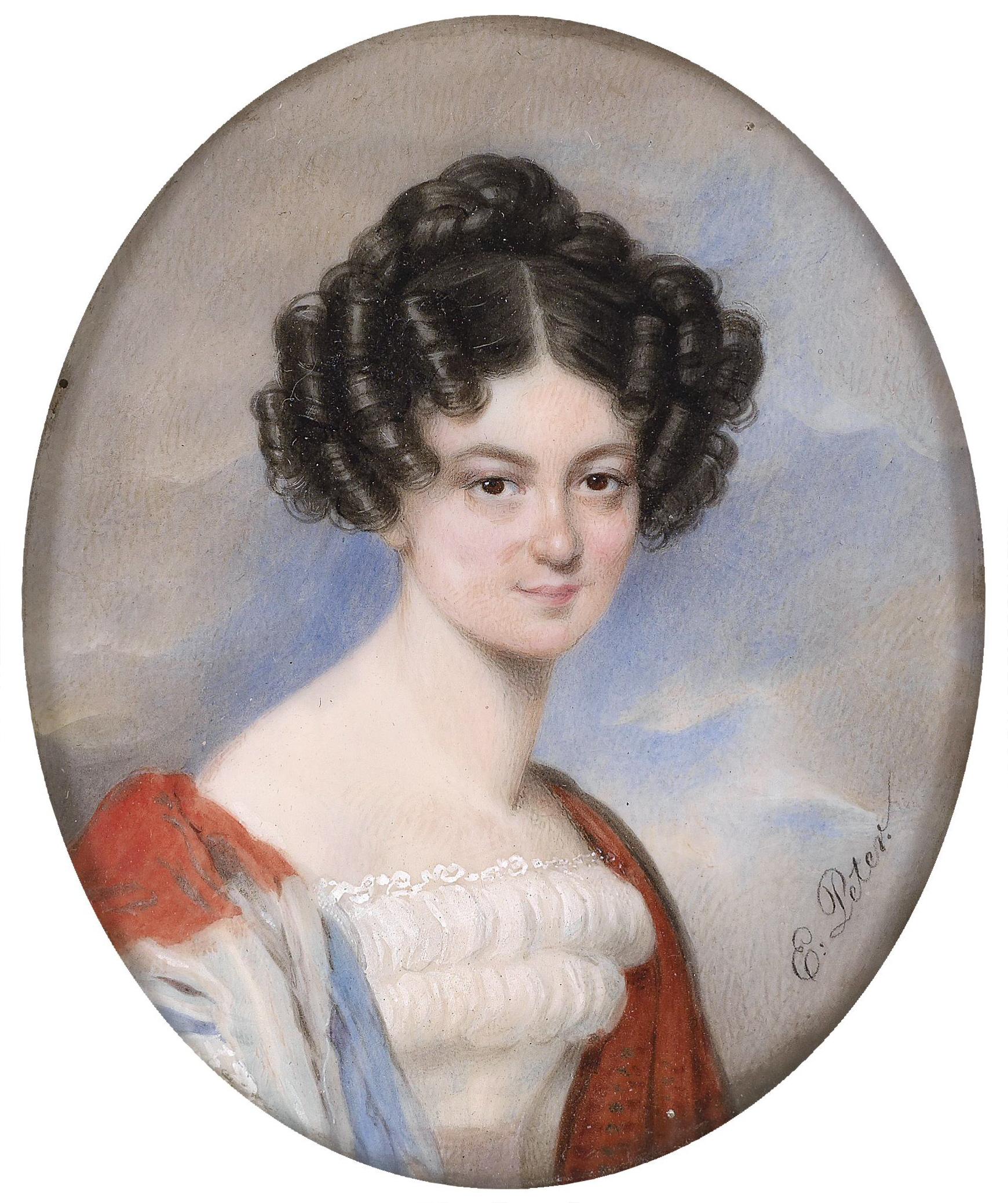
akvarel na slonovině, 7 × 5,5 cm ovál, hraběnka Marie Chotková